# Юзеф Вибицки
Ю̀зеф Ру̀фин Вибѝцки, герб Рогаля (на полски: Józef Rufin Wybicki) (род. 29 септември 1747 г. в Бендомин; поч. 10 март 1822 г. в Манечки) е полски политически деец и писател. Автор на текста на Мазурка на Домбровски, по-късно станала полски национален химн.

## Биография
Юзеф Вибицки е роден на 29 септември 1747 година в шляхтишкото семейство на Констанця (с родова фамилия Лниска) и Пьотър Вибицки, герб „Рогаля“.
Вибицки е депутат в полския сейм през 1767 г. Участва в Барската конфедерация (1768 – 1772) и в изработването на сборник със закони. Член на комисията по национално образование. Участник във въстанието на Тадеуш Косцюшко през 1794 г. Един от основателите на полските легиони в Италия. Назначен е за пълномощен наместник на Наполеон в окупираните от Франция територии в Полша по време на кампаниите от 1806 и 1809 г. След 1815 г. заема висок пост в Кралство Полша.
Вибицки разглежда своето литературно творчество като форма на политическа дейност. В своите публицистични и литературни произведения той повдига въпроси за политиката и обществения живот. Няма самочувствие на талантлив поет, но е автор на поемата „Химн на полските легиони“, която е много популярна в Полша.
През юли 1797 написва „Мазурка на Домбровски“ в Реджо, Италия. Поводът за написването ѝ е прощалната церемония с ген. Ян Хенрик Домбровски. Музиката към песента е „старата“ мазурка. Текстът е променян неколкократно в зависимост от историческата обстановка. Отначало е военна, след това национална песен, изпълнявана по време на патриотични церемонии. След битката при Грохов от 25 февруари 1831 г. тя е смятана за национален химн. Песента е с проста и лесна за запомняне мелодия, а текстът е пропит с надежда. Именно поради тези причини „Мазурка на Домбровски“ добива голяма популярност когато Полша загубва своя суверенитет. През 1926 г. тя е обявена за национален химн на Полша.